# Спільна опіка батьків
Спільна опіка батьків (англ. Joint Custody of Children) — спосіб розподілу прав та обов'язків батьків, які проживають окремо, щодо участі у вихованні та утриманні дитини шляхом почергового проживання дитини у обох батьків та спільного утримання дитини батьками для підтримання найбільш гармонійного розвитку дитини та відповідно до найкращіх інтересів дитини.
Відповідна форма участі батьків у вихованні дитини рекомендована краінам-учасницям Резолюціями Парламентської Асамблеї Ради Європи (ПАРЄ) у 2013 та 2015 роках.
№ 1921 «Гендерна рівність, поєднання особистого та трудового життя, спільне виконання обов'язків»
Владу держав-учасниць Асамблеї закликано поважати право батьків на поділ обов'язків, забезпечивши, щоб сімейне законодавство передбачало в разі роздільного проживання подружжя або розлучення можливість спільної опіки над дітьми заради їх блага на основі взаємної згоди батьків (2013 рік).
№ 2079 «Рівність і спільна відповідальність батьків: роль батьків-чоловіків»
Владу держав-учасниць Асамблеї закликано включити в своє законодавство принцип почергового проживання після розлучення, причому цей принцип може не дотримуватися лише у випадках насильства над дитиною, відсутності піклування чи побутового насильства, при тому що час, яке дитина проживає з кожним з батьків, має коригуватися з урахуванням потреб та інтересів дитини (2015 рік).
Відповідно до статті 18 Конвенції про права дитини від 20 листопада 1989 року батьки несуть основну відповідальність за виховання та розвиток дитини. Найкращі інтереси дитини є предметом їх основного піклування.

## Спільна опіка в Україні
30 травня 2018 року Верховний суд України встановив що при визначенні найкращих інтересів дитини у кожній конкретній справі необхідно враховувати два аспекти:

ПО-ПЕРШЕ, інтересам дитини найкраще відповідає збереження її зв’язків із сім’єю, крім випадків, коли сім’я є особливо непридатною або неблагополучною;

ПО-ДРУГЕ, у якнайкращих інтересах дитини є забезпечення її розвитку у безпечному, спокійному та стійкому середовищі, що не є неблагонадійним.

Законодавство України встановлює рівні права і обов'язки батьків по відношенню до своєї дитини. Так, відповідно до:

1. Статті 141 Сімейного кодексу України - мати і батько мають рівні права та обов’язки щодо дитини.

2. Статті 11 Закону України «Про охорону дитинства» - батько і мати мають рівні права та обов’язки щодо своїх дітей. Предметом основної турботи та основним обов’язком батьків є забезпечення інтересів своєї дитини.

Громадський рух в Україні СПІЛЬНА ОПІКА БАТЬКІВ, в який входять батьки та матері, ставить за мету поширення принципу почергового проживання дитини та її спільне утримання задля забезпечення найкращих інтересів дититини.

## Спільна опіка в інших країнах
1. США https://en.wikipedia.org/wiki/Joint_custody_(United_States) [Архівовано 23 серпня 2018 у Wayback Machine.]

2. Іспанія https://en.wikipedia.org/wiki/Joint_custody_(Spain) [Архівовано 7 жовтня 2017 у Wayback Machine.]

## Інши назви
joint physical custody (also known as joint physical care)

50/50 custody